# Bedford MW

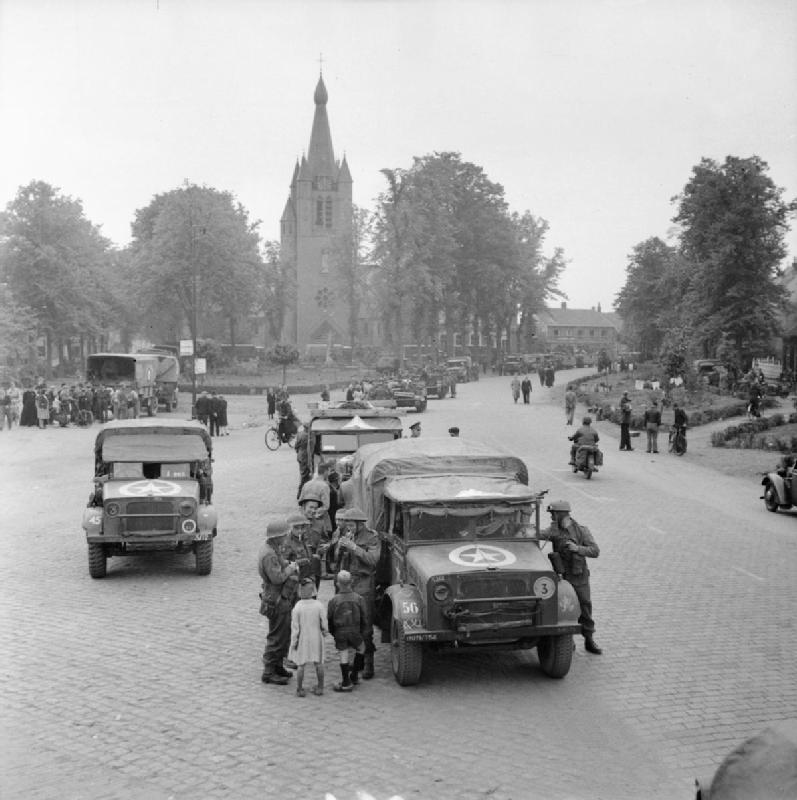
Bedford MW en andere voertuigen van het 4th Wiltshire Regiment in Valkenswaard (1944)

De Bedford MW was een licht militair voertuig gemaakt voor het Britse leger. Tussen 1939 en 1945 werden bijna 66.000 voertuigen van dit type aan het leger geleverd.

## Geschiedenis
Bedford was een dochterbedrijf van Vauxhall Motors. Het Amerikaanse automobielbedrijf General Motors was weer de eigenaar van Vauxhall. In de jaren 20 exporteerde General Motors vrachtwagens naar Engeland, maar besloot in 1929 de vrachtwagens ter plaatse te assembleren. Dit gebeurde in de Engelse plaats Luton, wat onderdeel uitmaakt van het graafschap Bedfordshire. In de loop van de jaren dertig begon Bedford Vrachtwagens met de eigen ontwikkeling van vrachtwagens.
In 1935 was Bedford begonnen met de ontwikkeling van een licht militair voertuig voor het Britse leger. Het voertuig werd voor de oorlog uitgebreid getest, maar bij het uitbreken van de oorlog waren er nauwelijks orders geplaatst. In 1939 werden de eerste exemplaren van de Bedford MW in dienst genomen. In de periode 1939 – 1945 zijn er 65.995 stuks geproduceerd. De Bedford MW kwam in vele versies, zoals gewone vrachtwagen, met de type aanduiding MWD, maar ook als wapendrager, tankwagen voor water en brandstof, radiowagen, trekker van luchtafweergeschut, etc.
Bedford heeft later ook zwaardere vrachtwagens geproduceerd zoals de Bedford OX, de Bedford OY en de Bedford QLD. Dit laatste voertuig, met een laadvermogen van 3 ton, was het eerste voertuig van deze autofabrikant met aandrijving op alle wielen (4x4). Tijdens de Tweede Wereldoorlog heeft Bedford in totaal ongeveer 250.000 voertuigen van deze vier typen geproduceerd.

## Beschrijving
De Bedford MW had een laadvermogen van circa 750 kilogram. Van de wielen werden alleen de achterwielen aangedreven (4x2). De Bedford benzinemotor had zes cilinders en een inhoud van 3,5 liter. De watergekoelde motor had een vermogen van 72 pk goed voor een toegestane maximale snelheid van 65 kilometer per uur.